# Рубе-Нор

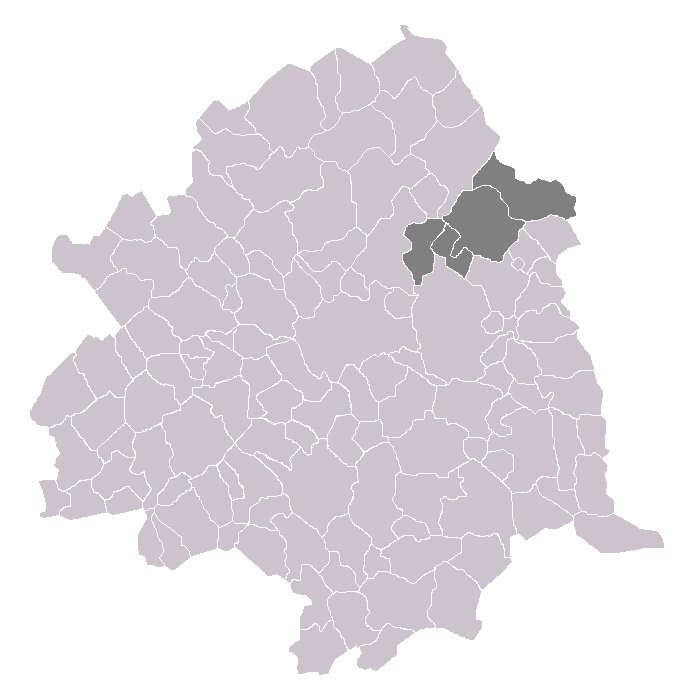
Кантоны Рубе в составе округа

Рубе́-Нор (фр. Roubaix-Nord) — упраздненный кантон во Франции, регион Нор — Па-де-Кале, департамент Нор. Входил в состав округа Лилль.
Создан 20 июля 1892 года одновременно с кантонами Рубе-Эст и Рубе-Уэст постановлением парламента Франции в результате административно-территориальной реформы коммун Рубе, Ватрело, Круа и Васкеаль. В границах кантона был создан отдельный округ мирового суда.
В состав кантона входили части коммун Ваттрело и Рубе. Просуществовал до выборов 2015 года, к которым были изменены границы кантонов департамента Нор.

## Политика
|  | Кандидат       | Партия                    | % голосов |
|  | -------------- | ------------------------- | --------- |
|  | Ален Фогаре    | Социалистическая партия   | 70,93     |
|  | Кристоф Курден | Союз за народное движение | 29,07     |